# Kristian Sbaragli
Kristian Sbaragli (Empoli, 8 de mayo de 1990) es un ciclista italiano, miembro del equipo Team Solution Tech-Vini Fantini. Su victoria más laureada fue la décima etapa de la Vuelta a España 2015.

## Palmarés
2012 (como amateur)
- Trofeo Edil C
- Trofeo Gianfranco Bianchin

2013
- 1 etapa del Tour de Corea

2015
- 1 etapa de la Vuelta a España

2023
- 3.º en el Campeonato de Italia en Ruta

## Resultados en Grandes Vueltas y Campeonatos del Mundo
Durante su carrera deportiva ha conseguido los siguientes puestos en las Grandes Vueltas y en los Campeonatos del Mundo en carretera:
| Carrera         | Carrera         | 2013 | 2014  | 2015  | 2016 | 2017  | 2018  | 2019 | 2020 | 2021  | 2022 | 2023 | 2024 |
| --------------- | --------------- | ---- | ----- | ----- | ---- | ----- | ----- | ---- | ---- | ----- | ---- | ---- | ---- |
|                 | Giro de Italia  | —    | —     | —     | 93.º | 101.º | 111.º | 77.º | —    | —     | —    | 85.º | —    |
|                 | Tour de Francia | —    | —     | —     | —    | —     | —     | —    | —    | 106.º | 70.º | —    | ―    |
|                 | Vuelta a España | —    | 104.º | 105.º | 82.º | —     | —     | —    | —    | ―     | —    | —    | —    |
| Mundial en Ruta | Mundial en Ruta | —    | —     | —     | —    | —     | —     | —    | ―    | —     | —    | 34.º | —    |

—: no participa

Ab.: abandono